# Alto de Nique
Alto de Nique é uma montanha situada na Fronteira Colômbia-Panamá.
Atinge os 1730 metros de altitude no cume. Do lado panamiano fica o Parque Nacional de Darién.